# Malijärvi
Malijärvi är en sjö i Finland. Den ligger i Letala stad i landskapet Egentliga Finland, i den sydvästra delen av landet, 190 km nordväst om huvudstaden Helsingfors. Malijärvi ligger 43 meter över havet. Arean är 9,6 hektar och strandlinjen är 1,6 kilometer lång. Sjön  ingår i Sirppujokis huvudavrinningsområde.   I omgivningarna runt Malijärvi växer i huvudsak blandskog.